# Luigi Luzzatti
Luigi Luzzatti (Veneza, 1 de março de 1841 — Roma, 29 de março de 1927) foi um jurista, economista e político italiano. Foi presidente do Conselho de Ministros (primeiro-ministro) de 31 de março de 1910 a 30 de março de 1911.